# Salix qinlingica
Salix qinlingica là một loài thực vật có hoa trong họ Liễu. Loài này được C. Wang & N. Chao miêu tả khoa học đầu tiên năm 1985.